# Magda Hagstotz
Magda Hagstotz (* 25. Januar 1914 in Stuttgart; † 19. April 2002 ebd.) war eine Vertreterin der deutschen abstrakten Malerei beziehungsweise Nachkriegsmalerei. Ihre bevorzugten Ausdruckungsmittel waren das Aquarell und das Materialbild.

## Leben
Magda Hagstotz stammte aus Stuttgart. Von 1930 bis 1933 studierte sie an der Württembergischen Staatlichen Kunstgewerbeschule, heute Teil der Staatlichen Akademie der Bildenden Künste Stuttgart, und erlernte alle Aspekte der angewandten Kunst. Ab 1932 besuchte sie die Reimannschule in Berlin und im Jahr 1934 schloss sich ein Aufenthalt in London an.
Zurück in Stuttgart fertigte sie Textilstudien und besuchte von 1938 bis 1943 die Kunstakademie Stuttgart als Schülerin von Albert Mueller (1884–1963) sowie Gerth Biese (1901–1980). Zwischen 1943 und 1945 konzentrierte sie sich vor allem auf die Bereiche Akt und Komposition. Zwischen 1941 und 1962 war sie zudem Designerin im Buntlederhaus Pfennig u. Co. in Ludwigsburg. Diese Arbeit hat sie und ihre Kunst entschieden geprägt. Ab 1941 arbeitete sie hauptsächlich als freischaffende Künstlerin.

## Werk
Magda Hagstotz erhielt ihre künstlerische Prägung in den zwanziger und dreißiger Jahren. Die Theorien der Stuttgarter Sezession und zeitgenössische Künstler wie Ida Kerkovius, Max Ackermann, Willi Baumeister, Oskar Schlemmer, Adolf Hölzel und Alfred Lörcher waren Inspirationsquelle und Vorbild für ihre Arbeiten.
Hagstotz arbeitete mit sehr unterschiedlichen Techniken. Neben Bildwerken hat sie Kunst am Bau für öffentliche und private Gebäude in und um Stuttgart realisiert. In den figürlichen Arbeiten, Gipsreliefs und Materialbildern ist der Einfluss von Schlemmer und Baumeister besonders stark zu spüren. Bei den Aquarellen und Pastellen fühlt man sich an die Farbintensität und Leichtigkeit von Kerkovius und Ackermann erinnert.
Ihr künstlerisches Spektrum bewegte sich weiterhin auch zwischen Grafik-Design, kunstgewerblichen Arbeiten, Textil-Studien und Gestaltungen, dem Entwerfen von Bildteppichen. Sehr früh zeigten sich in ihrem Werk thematische Schwerpunkte in den Darstellungen von Tanz, Akt, organischen Formen und Pflanzen, abstrakten Kompositionen und Landschaften, durchgängig dem Geist der klassischen Moderne verpflichtet. Ihre Arbeiten wurden in Ausstellungen national und international gezeigt, wobei sie vor allem aber im süddeutschen Raum bekannt und anerkannt wurden. Ihre Werke zeichnen sich durch eine tiefe Harmonie aus, in der auch Ernst und Trauer zuhause sind.
Als bedeutende Vertreterin der westdeutschen Nachkriegskunst, mit Schwerpunkten in der abstrakten Malerei, konnte Magda Hagstotz jedoch trotz ihres außergewöhnlichen Werkes und seiner Intensität in den genderpolitisch festgelegten Grenzen der bundesdeutschen Nachkriegszeit und auch in den späteren Jahrzehnten nicht die großen Erfolge erringen, die vergleichbaren deutschen Künstlern vorbehalten waren.
Die Arbeiten Hagstotzs wurden auf zahlreichen Ausstellungen im In- und Ausland gezeigt. Viele ihrer Arbeiten befinden sich in privaten und öffentlichen Sammlungen.

## Auszeichnung
- Goldmedaille der Triennale in Mailand